# Campionats del món de ciclisme en ruta de 1937
Els Campionats del món de ciclisme en ruta de 1937 es disputaren el 6 de setembre a Copenhaguen, Dinamarca.

## Resultats
| Proves :                         | Or                        | Or         | Argent                     | Argent | Bronze                  | Bronze |
| Professionals                    |                           |            |                            |        |                         |        |
| Cursa en línia masculina detalls | Eloi Meulenberg · Bèlgica | 7h 59' 48" | Emil Kijewski Alemanya     | m. t.  | Paul Egli · Suïssa      | m. t.  |
| Amateurs                         |                           |            |                            |        |                         |        |
| Cursa en línia masculina         | Adolfo Leoni Itàlia       | 5h 48' 20" | Frode Sørensen · Dinamarca | m. t.  | Fritz Scheller Alemanya | m. t.  |

## Medaller
| Posició | País      | Or | Plata | Bronze | Total |
| 1       | Bèlgica   | 1  | 0     | 0      | 1     |
| 1       | Itàlia    | 1  | 0     | 0      | 1     |
| 3       | Alemanya  | 0  | 1     | 1      | 2     |
| 4       | Dinamarca | 0  | 1     | 0      | 1     |
| 5       | Suïssa    | 0  | 0     | 1      | 1     |
| Total   | Total     | 2  | 2     | 2      | 6     |